# Sponning

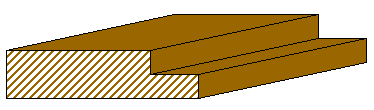
Een plank met rechts een sponning ingefreesd.

Een sponning is het rechthoekige, uitgeschaafde of gefreesde gedeelte aan de zijkant van een stuk hout. De sponning kan zich bevinden aan kozijnhout, deurhout, lijstwerk en ander timmerwerk.
Er zijn verschillende soorten sponningen en hun benaming geeft de functie aan: deursponning, raamsponning, glassponning, kalksponning, steensponning en messing-en-groef bij vloerdelen of andere planken, zoals rabat (schrootjes).
Het doel van een sponning is vaak om een aansluiting te maken in het vlak, in plaats van tussen de delen, zodat bij het uitzetten of krimpen van het materiaal deze toch gesloten blijft.